# Annika Peterson
Annika Peterson (* 16. Januar 1972 in New York City, New York) ist eine US-amerikanische Schauspielerin.
Peterson wurde als Tochter des Modefotografen Gosta Peterson geboren und wuchs in New York auf. Sie studierte am Boston University Theatre Conservatory. Seit Mitte der 1990er Jahre wirkte sie in zahlreichen Fernsehserien mit, unter anderem in Law & Order und CSI: Miami.

## Filmografie
- 1996: Law & Order (Fernsehserie, eine Folge)
- 1998: Oz – Hölle hinter Gittern (Oz, Fernsehserie, zwei Folgen)
- 1999: On the Q.T.
- 2000: Dinner Rush
- 2001: Sam the Man
- 2001: Third Watch – Einsatz am Limit (Third Watch, Fernsehserie, eine Folge)
- 2001: No Such Thing
- 2001: Thieves (Fernsehserie, eine Folge)
- 2001: Moment in Time
- 2002: The West Wing – Im Zentrum der Macht (The West Wing, Fernsehserie, eine Folge)
- 2002–2003: Boomtown (Fernsehserie, drei Folgen)
- 2003: CSI: Miami (Fernsehserie, eine Folge)
- 2005: Numbers – Die Logik des Verbrechens (Numb3rs, Fernsehserie, eine Folge)
- 2005: Frederick Forsyth: Das schwarze Manifest (Icon, Fernsehfilm)
- 2005: The Pick Up (Kurzfilm)
- 2007: CSI: NY (Fernsehserie, eine Folge)
- 2007: The Man from Earth
- 2008: New Amsterdam (Miniserie, eine Folge)
- 2009: God Thinks You’re a Loser
- 2009: Die Mädchen von Tanner Hall (Tanner Hall)
- 2010: Christopher Dispossessed (Kurzfilm)
- 2010: Medium – Nichts bleibt verborgen (Medium, Fernsehserie, eine Folge)
- 2013: Mutual Friends
- 2013: The Devil You Know
- 2013: Love Hunter